# Sinodo di Skänninge
Il Sinodo di Skänninge fu un'assemblea ecclesiastica che si tenne nella città di Skänninge in Svezia nel 1248. Da molti considerato uno degli eventi più importanti per il cattolicesimo svedese, il sinodo fu convocato con l'obiettivo di regolare la struttura della neonata Chiesa cristiana in Svezia. Al sinodo parteciparono le massime cariche ecclesiastiche svedesi oltre a una rappresentanza del potere temporale, rappresentata da Birger Jarl e ad alcuni inviati del papa alla cui guida fu posto Guglielmo di Modena.
Riunire un sinodo si era reso necessario da quando Lund aveva ottenuto il titolo di sede metropolitana di tutti i Paesi del Nord Europa (1104)  staccandosi definitivamente dalla diocesi da cui dipendeva, l'arcidiocesi di Amburgo. 
Il sinodo promulgò tutta una serie di decisioni che saranno fondamentali nella storia successiva della Svezia. Birger Jarl, ad esempio, il cui figlio Valdemar sarebbe divenuto negli anni successivi re di Svezia, riuscì ad ottenere con l'appoggio della Chiesa, l'introduzione del diritto romano e la soppressione di molte norme risalenti all'età vichinga. Per quanto riguarda le novità strettamente legate alla vita ecclesiastica, si introdusse anche nei paesi nordici l'utilizzo del diritto canonico come avveniva nel resto della Chiesa cattolica, si impose il celibato a chi volesse diventare prete e si sancì l'indipendenza della Chiesa dallo Stato.
A questo proposito fu deciso che l'arcivescovo doveva essere eletto dal capitolo della cattedrale e non personalmente dal sovrano, come avveniva in passato.
Quello del 1248 è il primo sinodo della provincia ecclesiastica svedese, che comprendeva l'arcidiocesi di Uppsala e le sue sei suffraganee: Linköping, Skara, Strängnäs, Västerås, Växjö e Åbo (nell'odierna Finlandia).